# St. Dunstan’s Church (Canterbury)

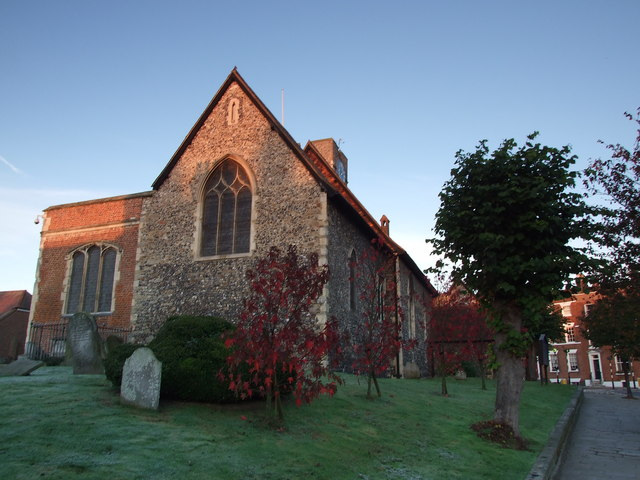
St. Dunstan’s Church

St. Dunstan’s Church ist eine anglikanische Kirche in Canterbury in der Grafschaft Kent in England, die an der Kreuzung von London Road und Whitstable Road liegt. Sie ist dem Heiligen Dunstan (909–988) geweiht. Nach ihr ist auch der Stadtteil links des Flusses Stour benannt. Die Kirchengemeinde war zu verschiedenen Zeiten Teil anderer nahegelegener Gemeinden; ihre Geschichte ist daher verwirrend und kompliziert. Seit 2010 ist St. Dunstan zusammen mit anderen Kirchengemeinden der Innenstadtpfarreien in einem neuen pastoralen Verbund unter dem Namen „City Centre with St. Dunstan“ vereinigt.
Die Kirche St. Dunstan stammt aus dem 11. Jahrhundert und steht unter Denkmalschutz. Sie wurde 1878–80 von Kirchenarchitekt Ewan Christian restauriert. Sie ist als Pilgerstätte bekannt durch ihre Verbindung mit den Heiligen Thomas Becket und Thomas Morus.

## Geschichte

### Heiliger Dunstan
Dunstan war von 960 bis 978 Erzbischof von Canterbury. Schon kurz nach seinem Tod wurde er heiliggesprochen und stieg schnell zum beliebtesten Heiligen Englands auf, bis ihn 200 Jahre später Thomas Becket aus dieser Rolle verdrängte. Dunstan wurde in der Kathedrale von Canterbury beigesetzt. Sein Grab wurde durch die Reformation zerstört.

### Heiliger Thomas Becket
Als Heinrich II. 1174 auf Bußwallfahrt für den Mord an Erzbischof Thomas Becket ging, tauschte er in St. Dunstan seine Kleidung gegen ein Bußgewand aus Sackleinen ein. Von dort begann er zu Fuß seinen Bußgang zu Thomas Beckets Grab in der Kathedrale von Canterbury.

### Heiliger Thomas Morus

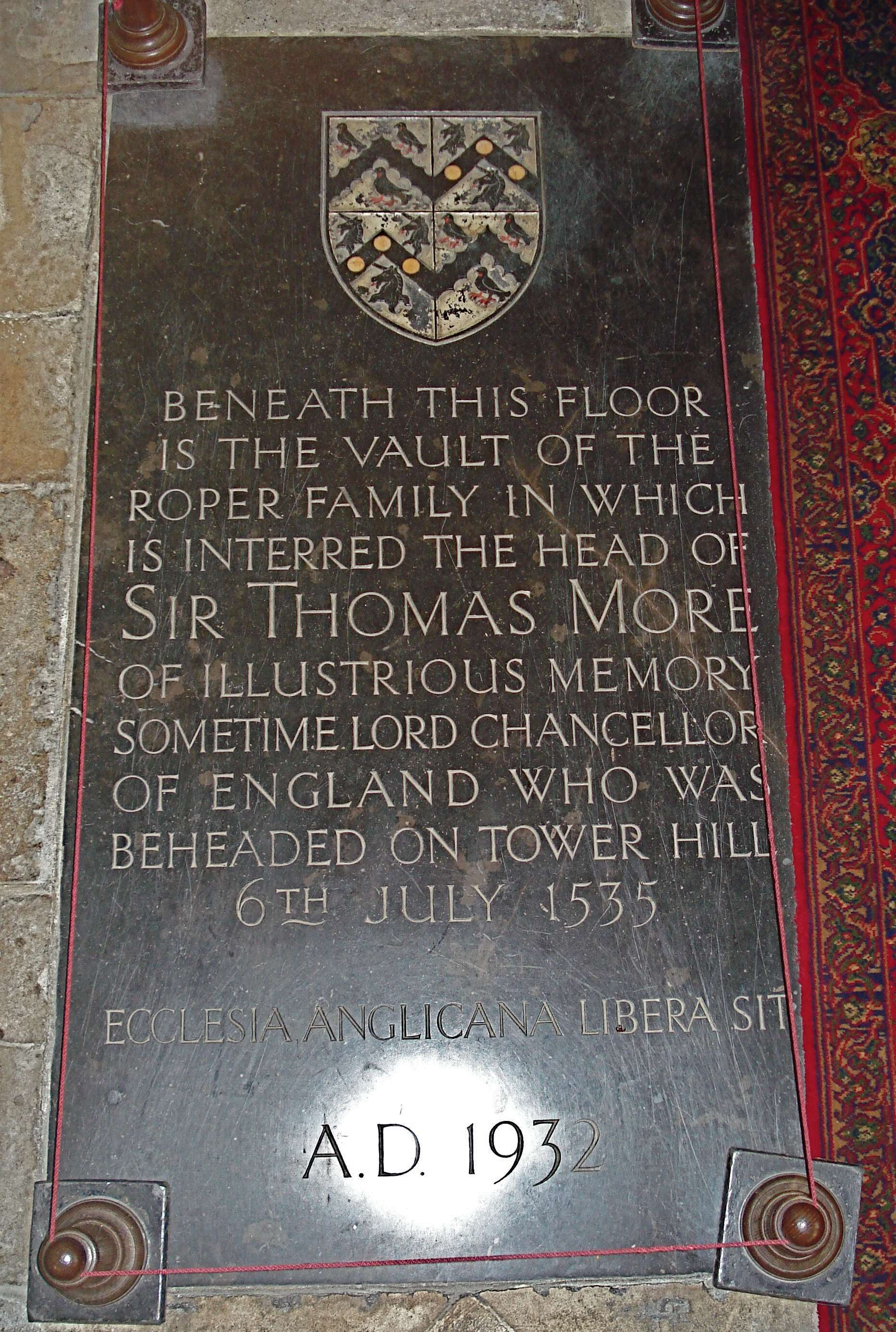
Sir Thomas Mores Familiengruft

Thomas Morus’ Tochter Margaret brachte Morus’ Kopf, der nach seiner Enthauptung auf der London Bridge ausgestellt war, in Sicherheit, und legte ihn ins Familiengrab ihres Ehemanns William Roper. Die Familie Roper lebte in der Nähe der heutigen St Dunstan’s Street in Canterbury. Die Überreste ihres Hauses sind durch eine Erinnerungstafel am Roper Gate gekennzeichnet.

### Nikolauskapelle
Die Familiengruft der Ropers liegt unter der Nikolauskapelle, die sich rechts neben dem Hauptaltar in St. Dunstan befindet. In jüngerer Zeit wurde sie – entsprechend anglikanischer Tradition – versiegelt. Ihre Lage ist durch eine große Steinplatte gleich links des Altars der Kapelle markiert. Drei beeindruckende Buntglasfenster rahmen die Nikolauskapelle: Ein Fenster hinter dem Altar zeigt mit vielen Details die wichtigsten Ereignisse und Symbole aus dem leben des Hl. Dunstan. Ein weiteres Fenster erinnert an den Besuch von Papst Johannes Paul II. in Canterbury am 29. Mai 1982, bei dem er gemeinsam mit dem anglikanischen Erzbischof von Canterbury am Ort des Martyriums des Hl. Thomas Becket betete. Dieses Fenster zeigt die Wappen des Papstes und der Erzdiözese Canterbury. Erinnerungstafeln in der Nikolauskapelle erläutern die Echtheit der Schädelreliquie von Thomas Morus, die Versiegelung der Gruft, in der die Reliquie liegt, und das Leben des Heiligen. Auch ein Gebet, das von Thomas Morus stammt, ist hier zu sehen.

## Glocken
St. Dunstan hat sechs Glocken, die als Wechselgeläut im englischen Stil hängen. Die schwerste Glocke wiegt etwa 675 Kilogramm. Aufgrund des ungewöhnlich schmalen Glockenstuhls hängen die Glocken in einem zweistufigen Rahmen.
Die fünfte Glocke des Geläuts wurde vermutlich 1325 von William le Belyetere gegossen.
Das Geläut wurde 1935 aus dem Turm genommen, damit ein Trägerbalken aus Beton verbaut werden konnte. Die Bauzeit verbrachten die Glocken in der Whitechapel Bell Foundry, wo sie überholt wurden, bis sie 1936 wieder an ihren Platz zurückkehrten.
Jeden Sonntagvormittag werden die Glocken zum Gottesdienst geläutet und jeden Freitagabend zur Probe der Glöckner der St Dunstan’s Society of Change Ringers (St.-Dunstan’s-Vereinigung der Wechselläuter).